# Jordanoleiopus paraphelis
Jordanoleiopus paraphelis es una especie de escarabajo longicornio del género Jordanoleiopus, tribu Acanthocinini, familia Cerambycidae. Fue descrita científicamente por Jordan en 1903.

## Distribución
Se distribuye por Camerún, Gabón y Guinea Ecuatorial.

## Descripción
La especie mide 7-7,5 milímetros de longitud.